# ZADAR Wireless
ZADAR Wireless - Udruge bežičnih (wireless) mreža grada Zadra.
Bežična mrežna tehnologija služi za povezivanje računalnih korisnika u LAN putem radio valova na frekvenciji od 2,4 GHz preko spojnih točaka (eng. AP-Access Point).
U gradu Zadru postoje dvije veće javne mreže (ZDWnet i ZDWireless) te još nekoliko privatnih bežičnih mreža.

## Vanjske poveznice
- ZDWnet.org  Arhivirana inačica izvorne stranice od 15. lipnja 2013. (Wayback Machine)
- ZDWireless.hr  Arhivirana inačica izvorne stranice od 21. srpnja 2011. (Wayback Machine)